# 福智僧團
福智僧團，藏傳佛教團體，由釋日常在1991年成立於臺灣。釋日常於2004年過世後，改由中華人民共和國籍俗家弟子真如老師（本名金夢蓉）領導，真如現居加拿大。據點分布於臺灣、香港、新加坡、加拿大、美國、澳洲等地。

## 理念
弘揚藏傳佛教格魯派宗喀巴的思想，並結合儒家經典《論語》及《孝經》。

## 體系
除了宗教團體，福智體系也包含基金會以及教育、出版、有機農業、珠寶、電子產品、翻譯和貿易等相關事業。

### 宗教
- 福智佛教基金會
- 加拿大傳燈寺
- 新加坡吉祥寶聚寺

### 有機農業
- 里仁公司[5]
- 慈心有機事業[6]
- 麻園農場[6]

### 文教
- 福智教育園區[6]
  - 福智高中
  - 福智國中
  - 福智國小
  - 福智佛教學院
- 福智文化
- 福智文教基金會
- 夢蓮花文藝基金會

### 媒體
- 澈見網路電視台

## 爭議

### 真如被指控違反戒律、思想控制
2017年，出身自福智的梵因法師指控真如違反戒律、控制思想及欺騙，真如未回應指控。

### 送學生出家
2017年，梵因法師指控，福智常將學生送到僧團出家，學生反悔還俗後，因為學歷只有高中或更低，缺乏一技之長，常一事無成。

### 於加拿大購入大量土地
《環球郵報》在2023年及加拿大廣播公司在2025年報導，福智僧團2008年在加拿大愛德華王子島成立大覺佛學院後，透過信徒購入大量土地，用於多處大型道場和佛學院的興建，總土地面積超過當地法規。福智在2023年否認違法，當地政府於2025年2月著手調查。

### 被指控受中國政府控制
加拿大廣播公司在2025年報導表示，福智在2014年參加中國國家宗教事務局舉辦的宗教主辦交流會，該會宣揚「兩岸未通，宗教先通；宗教未通，佛教先通」，也與受中央統戰部控制的中國佛教協會有往來。
加拿大安全情報局亞太部門前負責人朱諾-卡蘇亞表示，中國政府想透過福智操控臺灣與加拿大，並將福智比喻為特洛伊木馬。
對此，真如老師拒絕接受採訪，而在加拿大的法師否認福智和中國佛教協會的關係，並稱福智在中國的活動只有宗教交流，不受北京政府控制或影響。

## 外部連結
- 福智僧團全球資訊網